# Kimnotyze
Kimnotyze ist ein Lied des deutsch-polnischen DJs und Musikproduzenten DJ Tomekk in Zusammenarbeit mit der US-amerikanischen Rapperin Lil’ Kim und dem deutschen Rapper Trooper Da Don. Der Song wurde am 26. September 2002 in Deutschland, Österreich und der Schweiz veröffentlicht und erreichte Platz sechs der deutschen Singlecharts. Er ist auf DJ Tomekks zweitem Studioalbum Beat of Life Vol.1 enthalten.

## Hintergrund
Wie schon für sein Debüt-Album Return of Hip-Hop nutzte DJ Tomekk auch für sein zweites Album Beat of Live Vol.1 seine in den 1990er gemachten Bekanntschaften mit Hip-Hop Künstlern aus den Vereinigten Staaten. Ursprünglich hatte Lil’ Kim die Zusammenarbeit für das Lied Kimnotyze auf Grund von Filmdreharbeiten absagen wollen. Als DJ Tomekk vorgab, anstelle von Lil’ Kim den Song mit ihrer Konkurrentin Foxy Brown aufnehmen zu wollen, entschloss sich Lil’ Kim doch noch, den Song aufzunehmen.

## Musikalisches
Kimnotyze ist ein Hip-Hop-Lied, welches sowohl englischsprachige als auch deutschsprachige Raps enthält. Die erste Strophe von Lil’ Kim und der Refrain sind in englischer Sprache verfasst. Die zweite Strophe wird von Trooper Da Don auf Deutsch gerappt, während Lil’ Kim den deutschen Satz „Gib’s mir richtig, ganz egal wo.“ wiederholt. Am Ende des Liedes wiederholen beide viermal den Refrain. Kimnotyze bedient sich insgesamt dreier Samples. Der Beat wurde von dem Song Juicy Fruit der Band Mtume gesampelt, während der Refrain und Titel des Songs eine Reinterpretation des Songs Hypnotize von The Notorious B.I.G. darstellt. Ebenfalls bedient sich der Song eines Samples des Intros der Sesamstraße. Produziert wurde Kimnotyze von DJ Tomekk und Thomas Schneider.

## Kritik
Kimnotyze wurde von den Kritikern eher negativ aufgenommen. Stefan Johannesberg von Laut.de kritisierte vor allem Trooper Da Don, der „mit brutaler Stimmenlage den Vogel in Sachen Sexismus abschießt“. Des Weiteren kritisierte er die „uninspiriert produzierten Synthie-Sounds“. Die Zeitung Musikexpress lobte zwar die „verheißungsvolle Riege an Rap-Features“, kritisierte jedoch die „unoriginellen Sounds und Beats“ sowie die „oberprolligen, ironiefreien Sex-Styles“.

## Formate
CD Single
1. Kimnotyze (Radio/TV Version) – 3:00
2. Kimnotyze (Lil Kim Mix) – 3:03
3. Kimnotyze (Club Mix) – 3:30
4. Kimnotyze (Instrumental) – 3:21
5. Colorado Part. 1 – 4:33 (DJ Tomekk feat. Fatman Scoop)

## Kommerzieller Erfolg
Kimnotyze erreichte die Top-10 in Deutschland, während der Song in Österreich und in der Schweiz weniger erfolgreich war und nicht unter die Top-30 gelangte. Kimnotyze erreichte am 4. November 2002 Platz sechs der deutschen Singlecharts, welches die höchste Platzierung in diesen Charts darstellt. Insgesamt konnte sich der Song fünf Wochen in den Top 10 halten. Sowohl für DJ Tomekk, als auch für Lil’ Kim war Kimnotyze die dritte Single, die sich in den Top-10 der deutschen Singlecharts platzieren konnte, wobei Lil’ Kim die erste Rapperin ist, der dies gelungen ist. Außerhalb des deutschsprachigen Raumes konnte sich Kimnotyze noch in den belgischen Singlecharts (Flandern) auf Platz 38 platzieren.
| ChartsChartplatzierungen | Höchstplatzierung | Wochen |
| ------------------------ | ----------------- | ------ |
| Deutschland (GfK)        | 6 (17 Wo.)        | 17     |
| Österreich (Ö3)          | 31 (16 Wo.)       | 16     |
| Schweiz (IFPI)           | 43 (12 Wo.)       | 12     |

| ChartsJahrescharts (2002) | Platzierung |
| ------------------------- | ----------- |
| Deutschland (GfK)         | 51          |

## Musikvideo
Das Musikvideo von Kimnotyze wurde auf einem gesperrten Highway gedreht. Zu Beginn des Videos erscheint DJ Tomekk mit einem Monstertruck. Die Rap-Parts werden überwiegend vor und in einer Stretch-Limousine vorgetragen, Lil’ Kim rappt zusätzlich ihre Parts sitzend auf einem stehenden Motorrad vor einer riesigen Flagge der Vereinigten Staaten.